# Félicité (navire)
La Félicité est une frégate de 32 canons entrée en service en 1785 dans la marine royale française. Capturée par la Royal Navy en 1809, elle sera vendue à l'État d'Haïti où elle entrera en service sous le nom d'Améthyste.

## Histoire

### Marine française

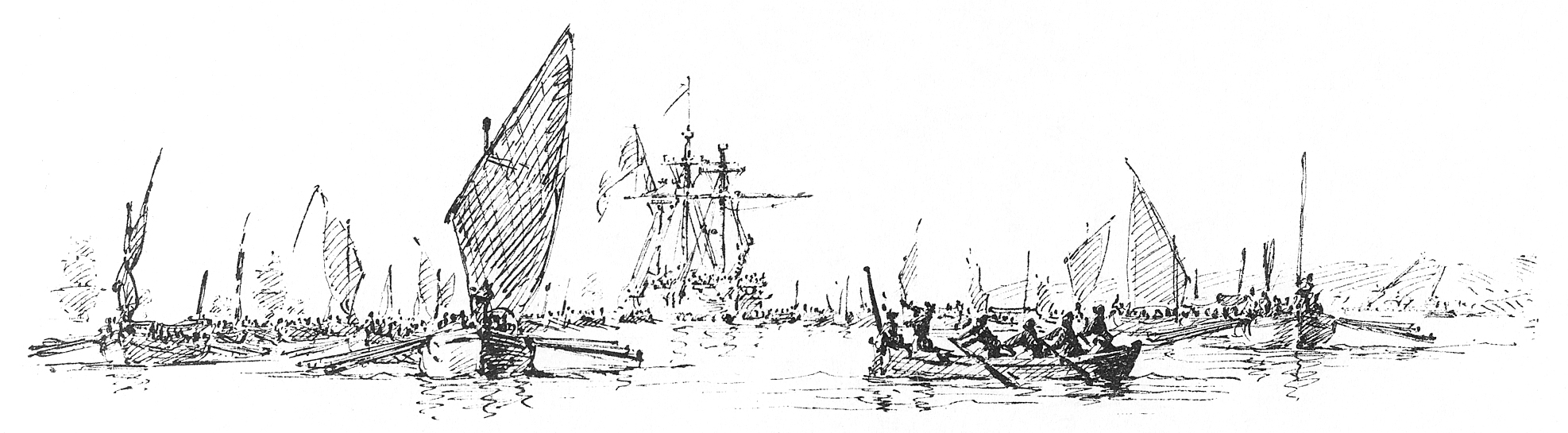
Pierre Ozanne La frégate la Félicité rentrant en rade de Brest après son échouage sur les fillettes le 23 thermidor an 13

En 1792, elle appareille pour la mer des Caraïbes. Le 29 décembre, elle prend part à la capture du brick royaliste Légère au large de Saint-Pierre. 
Le 6 février 1806, elle participe à la bataille de San Domingo, de laquelle elle réchappe indemne en compagnie de la frégate Cornélie et de la corvette Diligente. 
En février 1809, armée en flûte, elle prend la mer pour les Caraïbes dans l'escadre de Troude, qui comprend les 74 D'Hautpoul, Polonais et Courageux, et une autre frégate, la Furieuse. Le 18 août, la Félicité est capturée par les HMS Latona et Cherub, et vendue le mois suivant à l'État d'Haïti d'Henri Christophe. Elle est alors renommée Améthyste.

### Marine haïtienne
En janvier 1812, la marine haïtienne fait défection, et passe sous les ordres du général rebelle Borgella. Renommée Heureuse Réunion, la frégate est confiée à un corsaire du nom de Gaspard, en compagnie d'une corvette et d'un brick. Gaspard arme la frégate de 44 canons, et y place un équipage de plus de 600 hommes comprenant des Haïtiens, des Français et des Américains.
Peu après, suspectée de piraterie par James Yeo (en), capitaine du HMS Southampton, elle engage le combat. Incapable de s'approcher suffisamment du Southampton, plus agile, la frégate perd son grand mât. Elle se rend au navire anglais, qui la remorque jusqu'en Jamaïque où elle est rendue à Haïti.